# Xian de Ruyang
Le xian de Ruyang (chinois : 汝阳县 ; pinyin : Rǔyáng xiàn) est un district administratif de la province du Henan en Chine. Il est placé sous la juridiction de la ville-préfecture de Luoyang.

## Démographie
La population du district était de 413 122 habitants en 1999.